# Talmontiers
Talmontiers és un municipi francès, situat al departament de l'Oise i a la regió dels Alts de França. L'any 2007 tenia 723 habitants.

## Demografia

### Població
El 2007 la població de fet de Talmontiers era de 723 persones. Hi havia 264 famílies de les quals 48 eren unipersonals (28 homes vivint sols i 20 dones vivint soles), 76 parelles sense fills, 132 parelles amb fills i 8 famílies monoparentals amb fills.
La població ha evolucionat segons el següent gràfic:
Habitants censats

### Habitatges
El 2007 hi havia 306 habitatges, 262 eren l'habitatge principal de la família, 30 eren segones residències i 14 estaven desocupats. 288 eren cases i 16 eren apartaments. Dels 262 habitatges principals, 227 estaven ocupats pels seus propietaris, 32 estaven llogats i ocupats pels llogaters i 3 estaven cedits a títol gratuït; 1 tenia una cambra, 7 en tenien dues, 38 en tenien tres, 84 en tenien quatre i 133 en tenien cinc o més. 206 habitatges disposaven pel capbaix d'una plaça de pàrquing. A 119 habitatges hi havia un automòbil i a 130 n'hi havia dos o més.

### Piràmide de població
La piràmide de població per edats i sexe el 2009 era:
| Homes | Edats   | Dones |
| ----- | ------- | ----- |
| 0     | 95 o +  | 0     |
| 4     | 90 a 94 | 0     |
| 0     | 85 a 89 | 8     |
| 8     | 80 a 84 | 0     |
| 0     | 75 a 79 | 4     |
| 0     | 70 a 74 | 16    |
| 24    | 65 a 69 | 8     |
| 16    | 60 a 64 | 12    |
| 8     | 55 a 59 | 24    |
| 16    | 50 a 54 | 20    |
| 24    | 45 a 49 | 32    |
| 32    | 40 a 44 | 32    |
| 20    | 35 a 39 | 12    |
| 40    | 30 a 34 | 32    |
| 20    | 25 a 29 | 12    |
| 32    | 20 a 24 | 12    |
| 24    | 15 a 19 | 32    |
| 28    | 10 a 14 | 4     |
| 40    | 5 a 9   | 16    |
| 20    | 0 a 4   | 12    |

## Economia
El 2007 la població en edat de treballar era de 481 persones, 373 eren actives i 108 eren inactives. De les 373 persones actives 334 estaven ocupades (185 homes i 149 dones) i 39 estaven aturades (13 homes i 26 dones). De les 108 persones inactives 34 estaven jubilades, 34 estaven estudiant i 40 estaven classificades com a «altres inactius».

### Ingressos
El 2009 a Talmontiers hi havia 267 unitats fiscals que integraven 752 persones, la mediana anual d'ingressos fiscals per persona era de 18.222 €.

### Activitats econòmiques
Dels 16 establiments que hi havia el 2007, 1 era d'una empresa de fabricació de material elèctric, 1 d'una empresa de fabricació d'altres productes industrials, 5 d'empreses de construcció, 3 d'empreses de comerç i reparació d'automòbils, 1 d'una empresa immobiliària, 4 d'empreses de serveis i 1 d'una empresa classificada com a «altres activitats de serveis».
Dels 7 establiments de servei als particulars que hi havia el 2009, 1 era un taller de reparació d'automòbils i de material agrícola, 3 lampisteries, 2 electricistes i 1 agència immobiliària.
L'únic establiment comercial que hi havia el 2009 era una floristeria.
L'any 2000 a Talmontiers hi havia 8 explotacions agrícoles que ocupaven un total de 412 hectàrees.

## Equipaments sanitaris i escolars
El 2009 hi havia una escola elemental.

## Poblacions més properes
El següent diagrama mostra les poblacions més properes.